# Typ 99 10-cm-Gebirgsgeschütz
Das Typ 99 10-cm-Gebirgsgeschütz (jap. 九九式十糎山砲, Kyūkyū-shiki jū-senchi yamahō) war ein Gebirgsgeschütz, das vom Kaiserlich Japanischen Heer im Zweiten Japanisch-Chinesischen Krieg und während des Pazifikkrieges von 1939 bis 1945 eingesetzt wurde. Die Bezeichnung Typ 99 deutet dabei auf das Jahr der Entwicklung, das Jahr Kōki 2599 bzw. 1939 nach gregorianischem Kalender, hin.

## Geschichte
Das Typ 99 war das Nachfolgemodell des für japanische Verhältnisse in großer Stückzahl produzierten Typ 94 75-mm-Gebirgsgeschützes. Obwohl das Typ 94 ein robustes und beliebtes Geschütz war fehlte seinen Granaten, bedingt durch das 75-mm-Kaliber, Sprengkraft. Aus diesem Grund wurde 1938 ein Gebirgsgeschütz im Kaliber 105 mm entwickelt, 1939 offiziell in die Truppe aufgenommen und ab 1940 vom Arsenal Osaka produziert. Eine Besonderheit des Typ 99 war sein geringes Gewicht. Verglichen mit Geschützen gleichen Kalibers wie z. B. der Typ 91 10-cm-Haubitze, die 1500 kg wog, kam das Typ 99 nur auf 830 kg. Die Gewichtsreduzierung konnte erreicht werden, in dem die spezielle Typ 100-leichte-HE-Granate (HE = High Explosive = hochexplosiv) benutzt wurde, die eine dreigeteilte Treibladung verwendete. Insgesamt wog die Granate inklusive Treibladung 12,6 kg, verglichen mit der Typ 94-Granate, die 6,4 kg wog, fast doppelt so schwer. Das Typ 99 war leicht und schnell in mehrere Teile zerlegbar und konnte von sieben bzw. zehn Packtieren transportiert werden, hatte jedoch eine geringe Reichweite von ca. 5500 Meter, die seine Einsatzmöglichkeiten stark einschränkte. Lediglich 132 Stück des Typ 99 wurden produziert. Ein ungewöhnlicher Holm (in der Form einer Stimmgabel), an dessen Ende ein Erdsporn war, gab dem Geschütz Stabilität beim Feuern. Das zum Schutz angebrachte metallene Schild hatte eine Stärke von 3 mm.
Das Typ 99 blieb bis zum Kriegsende 1945 im Einsatz.

## Technische Daten
- Kaliber: 105 mm
- Kaliberlänge: L/17,3
- Rohrlänge: 1,303 m[3]
- Höhenrichtbereich: −3° bis +42
- Seitenrichtbereich: 7°
- Geschützgewicht: 804 kg
- Geschossgewicht: 12,6 kg
- Mündungsgeschwindigkeit V0 = 330 m/s
- Effektive Reichweite: 5500 m[2]–7500[3]
- Produzierte Exemplare: 132